# 정원하
정원하(鄭元夏, 1855년 ~ 1925년)는 조선 말기의 문신이다. 본관은 연일(延日). 자는 성조(聖肇). 하곡 정제두의 6대 종손이다.
사간원대사간과 사헌부대사헌을 역임하였다. 이후 만주로 망명하여 독립운동을 하였다.